# Fernando Ocáriz Braña

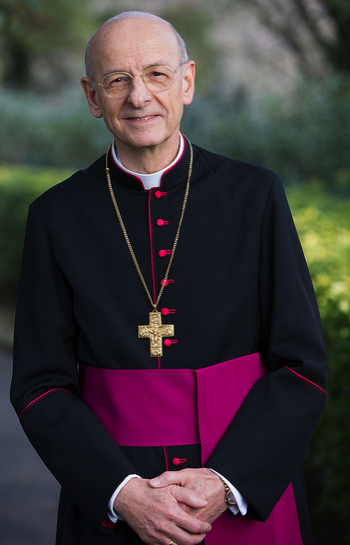
mons. Fernando Ocáriz

Fernando Ocáriz Braña (* 27. října 1944 v Paříži, Francie) je kněz, katolický teolog a prelát Opus Dei.
Mons. Ocáriz Braña je autorem řady knih a konzultorem Kongregace pro nauku víry od roku 1986 a dalších dvou orgánů římské kurie: Kongregace pro klérus (2003) a Papežské rady pro novou evangelizaci (2011). Je též jedním ze tří členů komise Svatého stolce, která byla ustanovena v roce 2009 za účelem věroučných rozhovorů s Bratrstvem sv. Pia X.

## Životopis
Narodil se v Paříži 27. října 1944 jako nejmladší z osmi dětí španělských rodičů, kteří se uchýlili do Francie během Španělské občanské války. Studoval fyziku na univerzitě v Barceloně. Svá studia dokončil v roce 1966. Na Papežské lateránské univerzitě v Římě studoval teologii do roku 1969 a poté získal doktorát z teologie na Navarrské univerzitě v roce 1971. Téhož roku byl vysvěcen na kněze. Během prvních let svého kněžského působení se věnoval zvláště práci s mládeží a univerzitními studenty.
Od roku 1986 je konzultorem Kongregace pro nauku víry. Také je členem Papežské teologické akademie od roku 1989. Byl profesorem Papežské univerzity Svatého Kříže v Římě, kde vyučoval fundamentální teologii. V současnosti je emeritním profesorem na téže univerzitě. Od 24. ledna 2017 působí jako velký kancléř této univerzity.
23. dubna 1994 byl jmenován generálním vikářem prelatury Opus Dei a od 9. prosince 2014 byl pomocným vikářem celého Opus Dei.
23. ledna 2017 jej papež František jmenoval prelátem Opus Dei. Stalo se tak po jeho volbě na třetím volebním kongresu Opus Dei, který se konal po úmrtí Javiera Echevaríi Rodrígueze, druhého preláta Opus Dei.
Napsal řadu odborných prací v oblasti filosofie a teologie. Mezi jeho odbornou tvorbou vynikají díla z oblasti filosofie historie a christologie. Během studia teologie v Římě měl možnost poznat sv. Josemaríu Escrivá de Balaguer, zakladatele Opus Dei.